# William av Middleton
William av Middleton, även William av Melitona, född i Middleton, död 1260, var en engelsk franciskan och skolastisk filosof och teolog. 
William verkade i Paris tillsammans med Alexander av Hales och Jean de La Rochelle. Williams magnum opus är Quaestiones de sacramentis, ett verk om sakramenten.